# Hartertula
Hartertula is een monotypisch geslacht van zangvogels uit de familie Bernieridae (madagaskarzangers).

## Soorten
Het geslacht kent de volgende soort:
- Hartertula flavoviridis – Wigstaartjery